# Дискографія Bluesville Records

Альбом Лайтніна Гопкінса Last Night Blues (1961)

Нижче наведена дискографія лейблу звукозапису Bluesville Records (США). Створений у 1959 році як дочірній лейбл Prestige Records і проіснував до 1964 року. 

## Опис
Каталожні номери мають префікс «BV», хоча сам лейбл використовував «BVLP». Для зручності вони наведені із позначкою «BVLP». 
Найперші платівки із лейблом Bluesville (ліворуч зверху) були синього кольору із сріблястою надпечаткою. Зверху у центрі розміщувався напис у два рядки «PRESTIGE BLUESVILLE», відділений двома сріблястими лініями з назвою лейблу та адресою над отвором в центрі. Адреса «203 S. Washington Ave., Bergenfield, N.J.» розміщувалась під назвою Bluesville і над нижньою лінією під логотипом. 
Останні оригінальні випуски лейблу були такі ж самі, як і попередні, однак назву «PRESTIGE» була опущено і залишився лише напис «BLUESVILLE» над центральною лінією. 
Наприкінці 1964 року, після випуску останнього номера Bluesville, Prestige Records почав перевидавати альбоми Bluesville під тим ж самим каталожними номерами, але з лейблом Prestige на платівках і з префіксом «PR-» (праворуч зверху), наприклад, Bluesville BVLP-1033 став Prestige PR 1033, і т.д. 

## Дискографія

### Сингли
| №      | Виконавець                     | Назва                                                   | Дата |
| ------ | ------------------------------ | ------------------------------------------------------- | ---- |
| 45-801 | Ел Сміт                        | «Come On, Pretty Baby»/«Tears in My Eyes»               | 1959 |
| 45-803 | Віллі Діксон з Мемфісом Слімом | «Nervous»/«Sittin' and Cryin' the Blues»                | 1960 |
| 45-804 | Мілдред Андерсон               | «Connections»/«Person to Person»                        | 1960 |
| 45-805 | Ел Сміт                        | «The Right Time»/«Pledging My Love»                     | 1959 |
| 45-807 | Шейкі Джейк                    | «My Foolish Heart»/«Jake's Blues» (інстр.)              | 1960 |
| 45-810 | Рузвельт Сайкс                 | «Miss Ida B.»/«Satellite Baby»                          | 1960 |
| 45-811 | Санніленд Слім                 | «Baby How Long»/«It's You Baby»                         | 1961 |
| 45-813 | Лайтнін Гопкінс                | «Got to Move Your Baby»/«So Sorry to Leave You»         | 1960 |
| 45-817 | Лайтнін Гопкінс                | «Hard to Love a Woman»/«Back to New Orleans»            | 1960 |
| 45-821 | Лайтнін Гопкінс                | «Last Night Blues»/«The Walkin' Blues»                  | 1960 |
| 45-822 | Лайтнін Гопкінс                | «Sinner's Prayer»/«Angel Child»                         | 196? |
| 45-825 | Лайтнін Гопкінс                | «Katie Mae»/«My Baby Don't Stand No Cheating (My Baby)» | 196? |
| 45-826 | Гоумсік Джеймс                 | «The Woman I'm Lovin'»/«Crawlin'» (інстр.)              | 1964 |
| 45-827 | Біллі Бой                      | «You're My Girl»/«School Time»                          | 1964 |

### LP (серія 1000)
| №         | Виконавець                                        | Назва                                                                    | Дата |
| --------- | ------------------------------------------------- | ------------------------------------------------------------------------ | ---- |
| BVLP 1001 | Ел Сміт                                           | Hear My Blues                                                            | 1959 |
| BVLP 1002 | Брауні Макгі і Сонні Террі                        | Down Home Blues                                                          | 1960 |
| BVLP 1003 | Віллі Діксон з Мемфісом Слімом                    | Willie's Blues                                                           | 1960 |
| BVLP 1004 | Мілдред Андерсон                                  | Person to Person                                                         | 1960 |
| BVLP 1005 | Брауні Макгі і Сонні Террі                        | Blues & Folk                                                             | 1960 |
| BVLP 1006 | Рузвельт Сайкс                                    | The Return of Roosevelt Sykes                                            | 1960 |
| BVLP 1007 | Лонні Джонсон                                     | Blues by Lonnie Johnson                                                  | 1960 |
| BVLP 1008 | Шейкі Джейк                                       | Good Times                                                               | 1960 |
| BVLP 1009 | Різні виконавці                                   | Soul Jazz, Volume 1                                                      | 1960 |
| BVLP 1010 | Різні виконавці                                   | Soul Jazz, Volume 2                                                      | 1960 |
| BVLP 1011 | Лонні Джонсон з Елмером Сноуденом                 | Blues and Ballads                                                        | 1961 |
| BVLP 1012 | Літтл Бразер Монтгомері                           | Tasty Blues                                                              | 1961 |
| BVLP 1013 | Ел Сміт                                           | Midnight Special                                                         | 1960 |
| BVLP 1014 | Рузвельт Сайкс                                    | The Honeydripper                                                         | 1961 |
| BVLP 1015 | Блайнд Гері Девіс                                 | Harlem Street Singer                                                     | 1961 |
| BVLP 1016 | Санніленд Слім                                    | Slim's Shout                                                             | 1961 |
| BVLP 1017 | Мілдред Андерсон                                  | No More In Life                                                          | 1961 |
| BVLP 1018 | Мемфіс Слім                                       | Just Blues                                                               | 1961 |
| BVLP 1019 | Лайтнін Гопкінс                                   | Lightnin': The Blues of Lightnin' Hopkins                                | 1961 |
| BVLP 1020 | Брауні Макгі і Сонні Террі                        | Blues All Around My Head                                                 | 1961 |
| BVLP 1021 | Арбі Стідгем                                      | Tired of Wandering: The Blues of Arbee Stidham                           | 1961 |
| BVLP 1022 | Кертіс Джонс                                      | Trouble Blues                                                            | 1961 |
| BVLP 1023 | Кей-Сі Дуглас                                     | K.C.'S Blues                                                             | 1961 |
| BVLP 1024 | Лонні Джонсон                                     | Losing Game                                                              | 1961 |
| BVLP 1025 | Сонні Террі                                       | Sonny's Story                                                            | 1961 |
| BVLP 1026 | Роберт Піт Вільямс                                | Free Again                                                               | 1961 |
| BVLP 1027 | Шейкі Джейк                                       | Mouth Harp Blues                                                         | 1961 |
| BVLP 1028 | Сент-Луїс Джиммі                                  | Goin' Down Slow                                                          | 1961 |
| BVLP 1029 | Лайтнін Гопкінс з Сонні Террі                     | Last Night Blues                                                         | 1961 |
| BVLP 1030 | Тампа Ред                                         | Don't Tampa with The Blues                                               | 1961 |
| BVLP 1031 | Мемфіс Слім                                       | No Strain                                                                | 1961 |
| BVLP 1032 | Рев. Гарі Девіс                                   | Have a Little More Faith                                                 | 1961 |
| BVLP 1033 | Брауні Макгі і Сонні Террі                        | Blues in My Soul                                                         | 1961 |
| BVLP 1034 | Мемфіс Віллі Бі                                   | Introducing Memphis Willie B.                                            | 1961 |
| BVLP 1035 | Сідні Мейден                                      | Trouble an' Blues                                                        | 1961 |
| BVLP 1036 | Феррі Льюїс                                       | Back On My Feet Again                                                    | 1961 |
| BVLP 1037 | Феррі Льюїс                                       | Done Changed My Mind                                                     | 1962 |
| BVLP 1038 | Пінк Андерсон                                     | Carolina Blues Man: Pink Anderson, Volume 1                              | 1961 |
| BVLP 1039 | Мерсі Ді Волтон                                   | Pity and a Shame                                                         | 1961 |
| BVLP 1040 | Блайнд Віллі Мак-Телл                             | Last Session                                                             | 1962 |
| BVLP 1041 | Генрі Таунсенд                                    | Tired of Bein' Mistreated                                                | 1962 |
| BVLP 1042 | Брауні Макгі                                      | Brownie's Blues                                                          | 1962 |
| BVLP 1043 | Тампа Ред                                         | Don't Jive Me                                                            | 1962 |
| BVLP 1044 | Лонні Джонсон з Вікторією Спайві                  | Idle Hours                                                               | 1961 |
| BVLP 1045 | Лайтнін Гопкінс                                   | Blues in My Bottle                                                       | 1962 |
| BVLP 1046 | Блайнд Снукс Іглін                                | That's All Right                                                         | 1962 |
| BVLP 1047 | Скреппер Блеквелл                                 | Mr. Scrapper's Blues                                                     | 1962 |
| BVLP 1048 | Мемфіс Віллі Бі                                   | Hard Working Man Blues                                                   | 1962 |
| BVLP 1049 | Рев. Гарі Девіс                                   | Say No to the Devil                                                      | 1962 |
| BVLP 1050 | Кей-Сі Дуглас                                     | Big Road Blues                                                           | 1962 |
| BVLP 1051 | Пінк Андерсон                                     | Medicine Show Man: Pink Anderson, Volume 2                               | 1962 |
| BVLP 1052 | Люсіль Гегамін, Альберта Гантер і Вікторія Спайві | Songs We Taught Your Mother                                              | 1962 |
| BVLP 1053 | Мемфіс Слім                                       | All Kinds of Blues                                                       | 1963 |
| BVLP 1054 | Вікторія Спайві з Лонні Джонсоном                 | Woman Blues!                                                             | 1963 |
| BVLP 1055 | Різні виконавці                                   | Bawdy Blues                                                              | 1963 |
| BVLP 1056 | Біг Джо Вільямс                                   | Blues For 9 Strings                                                      | 1962 |
| BVLP 1057 | Лайтнін Гопкінс                                   | Walkin' This Road by Myself                                              | 1962 |
| BVLP 1058 | Брауні Макгі і Сонні Террі                        | Brownie McGhee & Sonny Terry at the 2nd Fret                             | 1962 |
| BVLP 1059 | Сонні Террі                                       | Sonny is King                                                            | 1963 |
| BVLP 1060 | Вейд Волтон                                       | Shake 'em on Down: The Blues of Wade Walton                              | 1962 |
| BVLP 1061 | Лайтнін Гопкінс                                   | Lightnin' and Co.                                                        | 1962 |
| BVLP 1062 | Лонні Джонсон                                     | Another Night to Cry                                                     | 1963 |
| BVLP 1063 | Смокі Бейб                                        | Hottest Brand Goin': The Blues of Smoky Babe                             | 1963 |
| BVLP 1064 | Роберт Кертіс Сміт                                | Clarksdale Blues: The Blues of Robert Curtis Smith                       | 1963 |
| BVLP 1065 | Дуг Квоттлбом                                     | Softee Man Blues                                                         | 1962 |
| BVLP 1066 | Кларенс Клей і Вільям Скотт                       | The New Gospel Keys: The Blues of Clarence Clay & William Scott          | 1963 |
| BVLP 1067 | Біг Джо Вільямс                                   | Big Joe Williams at Folk City                                            | 1963 |
| BVLP 1068 | Піт Франклін                                      | Guitar Pete's Blues: The Blues of Pete Franklin                          | 1963 |
| BVLP 1069 | Едді Локджо Девіс і Ширлі Скотт з Елом Смітом     | Blues Shout                                                              | 1964 |
| BVLP 1070 | Лайтнін Гопкінс                                   | Smokes Like Lightning                                                    | 1963 |
| BVLP 1071 | Пінк Андерсон                                     | Ballad and Folksinger, Volume 3: The Blues of Pink Anderson              | 1963 |
| BVLP 1072 | Бейбі Тейт                                        | See What You Done Done: The Blues of Baby Tate                           | 1963 |
| BVLP 1073 | Лайтнін Гопкінс                                   | Goin' Away                                                               | 1964 |
| BVLP 1074 | Брукс Беррі і Скреппер Блеквелл                   | My Heart Struck Sorrow: The Blues of Brooks Berry and Scrapper Blackwell | 1964 |
| BVLP 1075 | Мемфіс Слім                                       | Steady Rolling Blues: The Blues of Memphis Slim                          | 1964 |
| BVLP 1076 | Алек Сьюард                                       | Creepin' Blues                                                           | 1964 |
| BVLP 1077 | Джей-Ті Адамс                                     | Indiana Ave. Blues                                                       | 1964 |
| BVLP 1078 | Раві Шанкар і Алі Акбар Хан                       | The Master Musicians of India                                            | 1964 |
| BVLP 1079 | Алі Акбар Хан                                     | The Classical Music of India                                             | 1964 |
| BVLP 1080 | невиданий                                         | —                                                                        | —    |
| BVLP 1081 | Лайтнін Гопкінс                                   | Gotta Move Your Baby [перевидання Last Night Blues (BVLP 1081)]          | 1964 |
| BVLP 1082 | невиданий                                         | —                                                                        | —    |
| BVLP 1083 | Біг Джо Вільямс                                   | Studio Blues                                                             | 1964 |
| BVLP 1084 | Лайтнін Гопкінс                                   | His Greatest Hits                                                        | 1964 |
| BVLP 1085 | невиданий                                         | —                                                                        | —    |
| BVLP 1086 | Лайтнін Гопкінс                                   | Down Home Blues                                                          | 1964 |
| BVLP 1087 | Ширлі Гріффіт                                     | Saturday Blues                                                           | 1964 |
| BVLP 1088 | невиданий                                         | —                                                                        | —    |
| BVLP 1089 | Уді Грант                                         | Turkish Delights                                                         | 1964 |